# Зыков, Сергей Петрович
Сергей Петрович Зыков (10 апреля 1873 — 1922) — русский военный деятель, генерал-лейтенант.

## Биография

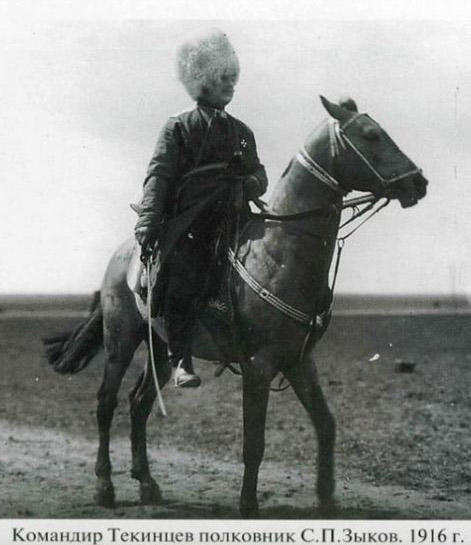
Командир текинцев, 1916 год

Православный. Из дворян Ярославской губернии.
Среднее образование получил в Кутаисской гимназии, где окончил семь классов.
В 1895 году окончил Тверское кавалерийское юнкерское училище по 2-му разряду, откуда выпущен был эстандарт-юнкером в 1-й лейб-драгунский Московский полк. 3 июля 1896 года произведен в корнеты с переводом в 40-й драгунский Малороссийский полк. 19 июня 1900 года переведен в 15-й драгунский Александрийский полк, 15 марта 1901 года произведен в поручики.
С началом русско-японской войны, 14 февраля 1904 года переведен в Амурский казачий полк, с переименованием в сотники. 18 ноября того же года произведен в подъесаулы  «за выслугу лет». Удостоен ордена Св. Георгия 4-й степени
За то, что 7 мая 1905 года, он спешенными людьми 2-й сотни 1-го Верхнеудинского полка Забайкальского казачьего войска атаковал роту японцев, занимавших окоп, а когда японцы стали очищать окоп, то, посадив людей на коней, изрубил отступавшую роту; после этого, видя, что соседняя деревня тоже занята японцами, он атаковал эту деревню, выбил из нее японцев и стал в конном строю преследовать бегущих, при чем изрубил около 117 японцев, а 24 взял в плен.
1 марта 1906 года переведен обратно в 15-й драгунский Александрийский полк, а 12 августа того же года утвержден в чине есаула «за отличия в делах против японцев», с переименованием в ротмистры. 24 декабря 1909 года произведен в подполковники «за отличие по службе». Окончил Офицерскую кавалерийскую школу «отлично». На 15 мая 1913 года — в 5-м уланском Литовском полку.
Участник Первой мировой войны. На 8 марта 1915 года — в том же чине и полку. Командир Текинского конного полка (09.07.1915-18.04.1917). Был награждён орденом Святого Георгия 3-й степени
За то, что 28 мая 1916 года у д. Похорлоуц во главе своего полка, подавая пример храбрости и мужества, под пулеметным и ружейным огнём противника, атаковал в конном строю отступающие части австрийцев, лихостью и силой своего удара привел противника в полное смятение и принудил к сдаче, этой атакой завершил славное дело 12-й пехотной дивизии, не дав возможности разбитому противнику уйти с поля сражения и устроиться на тыловых позициях.
В том же бою был ранен. Затем командующий 1-й бригадой 7-й кавалерийской дивизии. Генерал-майор (за отличие, 1917) с назначением командующим 7-й кавалерийской дивизией. Участник Белого движения. Начальник Отдельной Астраханской конной бригады (04.1919) и Астраханской казачьей дивизии (6-8.1919).
Генерал-лейтенант (1919). Состоял в резерве чинов при штабе Главнокомандующего Вооружёнными силами Юга России (ВСЮР),  был начальником гарнизона Ялты в марте 1920 года.
Затем Зыков находился в эмиграции, эвакуировавшись из Ялты на корабле «Корвин».
Умер в Белой Церкви (Югославия) 22 марта 1922 года.

## Награды
- Орден Святого Станислава 3-й ст. с мечами и бантом (ВП 9.01.1906)
- Орден Святой Анны 4-й ст. (ВП 28.01.1906)
- Орден Святой Анны 3-й ст. с мечами и бантом (ВП 22.06.1906)
- Орден Святого Георгия 4-й ст. (ВП 27.01.1907)
- Золотое оружие «За храбрость» (ВП 01.08.1907)
- Орден Святого Владимира 4-й ст. (ВП 18.02.1914)
- мечи и бант к ордену Св. Владимира 4-й ст. (ВП 27.02.1915)
- Орден Святой Анны 2-й ст. с мечами (ВП 08.03.1915);
- Орден Святого Станислава 2-й ст. с мечами (ВП 08.03.1915)
- Орден Святого Владимира 3-й ст. с мечами (ВП 27.07.1915)
- Высочайшее благоволение (ВП 20.08.1915)
- Орден Святого Георгия 3-й ст. (ВП 04.08.1916)